# Пагаја (Бихор)
Пагаја (рум. Păgaia) насеље је у Румунији у округу Бихор у општини Бојану Маре. Oпштина се налази на надморској висини од 164 m.

## Становништво
Према подацима из 2002. године у насељу је живело 750 становника.

### Попис2002.
| Расподела становништва по националности 2002.‍ | Расподела становништва по националности 2002.‍ | Расподела становништва по националности 2002.‍ | Расподела становништва по националности 2002.‍ | Расподела становништва по националности 2002.‍ |
| --------------------------------------------- | --------------------------------------------- | --------------------------------------------- | --------------------------------------------- | --------------------------------------------- |
|                                               |                                               |                                               |                                               |                                               |
| Румуни                                        | Румуни                                        |                                               | 690                                           | 92,1%                                         |
| Мађари                                        | Мађари                                        |                                               | 59                                            | 7,9%                                          |